# تحریک جنسی برقی

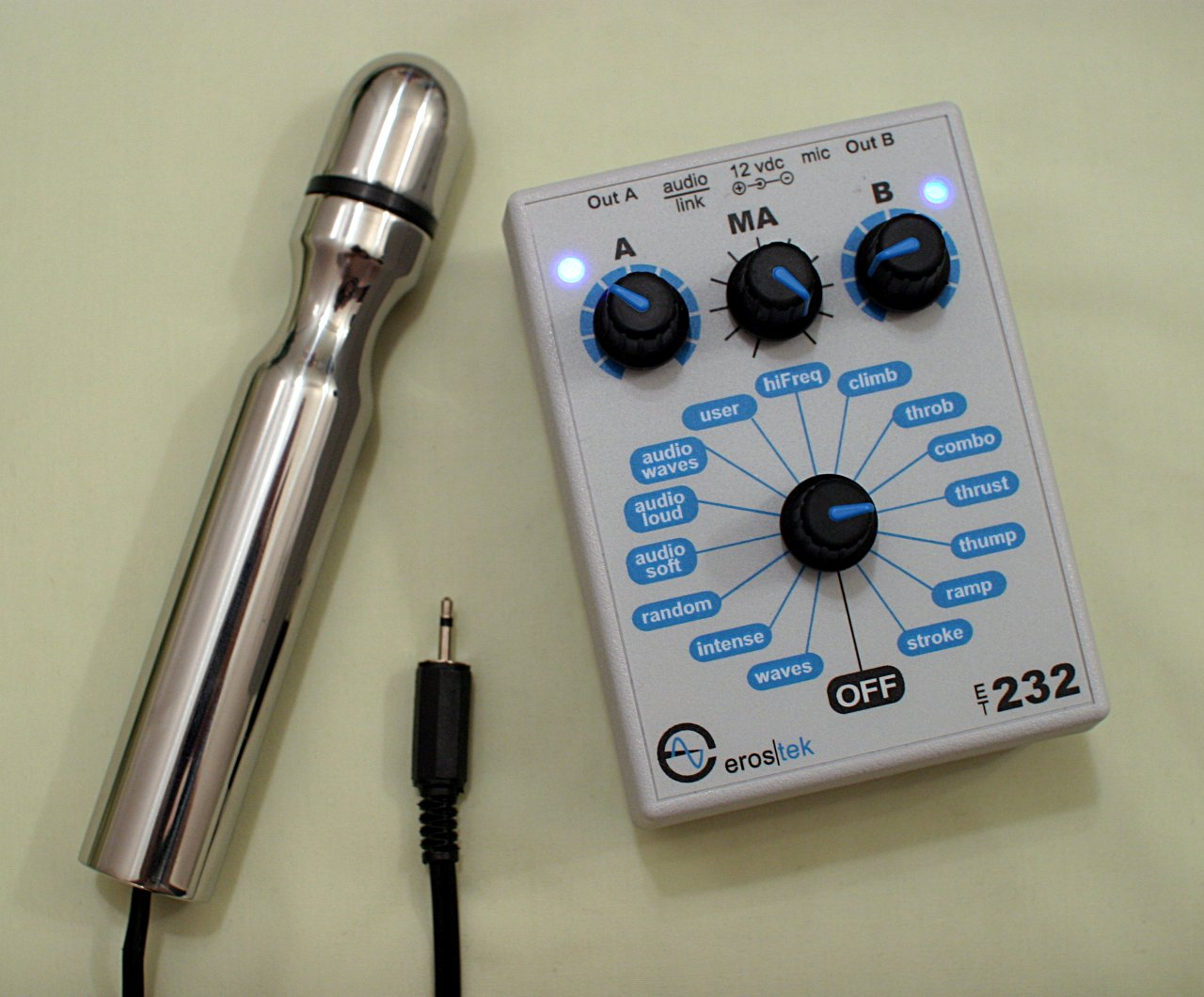
یک محرک جنسی برقی به همراه الکترود.

تحریک جنسی برقی یا سکس برقی یکی از روش‌های آمیزش جنسی در انسان است که در آن فرد با به‌کارگیری برق برای تحریک اعصاب محیطی به ویژه عصب‌های اندام جنسی و با بهره‌گری از یک منبع برق (مثل تی‌ای‌ان‌اس، ای‌ام‌اس، میزانه بنفش یا دستگاه‌های ساخته شده دیگر برای تحریک جنسی) می‌تواند به تحریک جنسی اقدام کند. تحریک جنسی برقی بیش‌تر در آمیزش‌های بی‌دی‌اس‌ام رواج دارد و حتی می‌توان گفت این روش خود باعث تحول بی‌دی‌اس‌ام شده‌است.